# 伽倻琴
伽倻琴（가야금）是一种拨弦乐器，为朝鲜半岛傳統乐器，从朝鲜三国时代时代流传，已有2000多年历史，相传是伽倻国嘉悉王仿照中國的古箏和瑟，与日本的日本筝、琉球的琉球箏、蒙古的雅托噶和哈萨克的Zhetigen都有关联等形制差不多，也是一弦一柱，可移动调音。20世纪60年代后出现了改革伽倻琴，扩大音箱，增加弦数，并按七声音阶定弦。以往的伽倻琴有十二根琴弦，琴弦的材质为丝绸；现使用的伽倻琴有二十一和ニ五弦，音阶排列有七声及五声两种，所用右弹左按的技法基本和筝基本一致，具有独特的艺术风格特点和丰富多彩的演奏技巧。既可以独奏、重奏、合奏，还可以弹唱。

## 历史
相传公元6世纪朝鲜伽倻国嘉实王仿中国筝所制。其形似筝，有12、13或15根丝弦，五声音阶定弦。
伽倻国的乐士于勒携琴到新罗，受到了真兴王的欢迎和礼遇。伽倻琴到新罗以后得到发展，成为新罗大乐，为以后的宫廷乐奠定了巩固地位。到了8世纪左右，伽倻琴从新罗国传到日本，日本奈良的正仓院至今还收藏着三台伽倻琴（即新罗琴）。因为，伽倻琴是从新罗传到日本，同时又用于新罗乐，因此，日本把伽倻琴称之为新罗琴。到19世纪末，伽倻琴音乐出现了高峰，这是伽倻琴艺术的转折时期。音乐从缓慢的宫廷乐，逐渐转变为轻快而活泼的散调，原来琴身更宽大的雅乐伽倻琴，因不适合演奏散调的快音而改制成俗乐的散调伽倻琴流传至今。
中国朝鲜族的伽倻琴，于19世纪末由朝鲜传入。

## 结构
古代的伽倻琴，琴体是用独木刳成槽，琴尾呈羊角状，不加底板，因而音量较小又缺乏表现力；现在的伽倻琴，是经过若干世纪的流传改进而制成的。由于有底板而形成共鸣箱，显著增强了音量和丰富了音色。
伽倻琴由琴框、面板、底板、琴柱和琴弦构成。琴身长约152厘米、宽17～21厘米。傳統的伽倻琴有12條弦線，近代的伽倻琴為了擴闊其音域，把弦線數目增加至17條或18條，甚至有21條、22條或25條等不同的數量。
琴框是长方形的边框，右为琴首，左为琴尾，上西蒙以呈拱形的薄水面板，采用长白山生长的纹细质松、易于振动的鱼鳞松或梧桐木制作，琴底有底板和琴脚，底板用栗木、琴框和琴柱使用红木或花梨木等质地较硬的木料制作琴首一端有凸起的岳山支弦。琴柱安置在面板中部，排列呈雁行。每张一柱，可移动以调节育高。
在现代，伽倻琴得到不断改革，已制成五声音阶18弦伽倻琴及七声音阶21弦伽倻琴。后者加大了共鸣箱，采用尼龙弦和尼龙钢丝弦，音响宏亮，音色优美动听。

## 分类
伽倻琴的种类大体可分为“正乐伽倻琴”（古制伽倻琴）、“散调伽倻琴”、现代用的“21, 25弦伽倻琴”等三种。
1．古制伽倻琴：琴槽是用独木刳桐制做，不设底板，尾端有羊耳头状的装置，有12弦（用粗细不等的丝弦），弦柱十二（人字型的雁柱）。此种伽倻琴到20世纪初已很少见。
2．散调伽倻琴：它是属于近代的伽倻琴，在形制上有较大的改进，如将尾端羊角木去掉，并将琴体加上栗水底板，有染尾，有十三弦（丝弦）。主要用于散调音乐。
3．21弦伽倻琴：是现代用的改良伽倻琴。在形制上把尾端的染尾去掉。有21,25弦。弦有尼龙弦和金属钢丝缠尼龙弦两种；定弦有七声音阶定音法和五声音阶定音法两种。

## 演奏
伽倻琴弹奏的乐师席地而坐，演奏时，琴身较大者置于桌上；琴身较小者，左端置于琴架，右端置于奏者右腿。
演奏方法与筝相近。右手除小指外均用于弹奏，技巧有弹、拔、滚、琶等，泛音特别清澈动听。左手技巧有按、颤、推、揉等，是表现伽倻琴独特风格的重要手段。伽倻琴也可演奏双音、和弦以及简单的复调音乐，演奏中一般不转调。伽倻琴有丰富的表现力，通过演奏者纯熟的手法，能表达出刚毅、柔和、喜、怒、哀、乐等不同的情感，或奏出雄壮、激昂的宏伟场面，尤其适于演奏轻快活泼的民间音乐作品。
尤其值得一提的是，伽倻琴所演奏的音乐由于多是朝鲜民族的音乐，因此其颤音幅度极大，给人以情绪激昂的效果。

## 乐曲
现代的伽倻琴音乐，继承了散调的风格并发展为以民歌改编的器乐曲，以现代生活题材为素材而创作的器乐曲以及与管弦乐队合作的协奏曲。如：《道拉吉》（桔梗谣）、《沈清专》等等。
伽倻琴弹唱是朝鲜族传统演唱形式，是器乐与声乐相结合的艺术。舞台演奏还加以长鼓伴奏，尤为亲切感人。

## 散调
所谓散调，既是器乐独奏的形式也是乐曲名称。它以说唱音调为基础，只用长鼓来伴奏，演奏时间为25－30分钟。
"伽倻琴散调"音乐的发展，严格地遵循着逐渐趋于紧张、到终曲达到最高潮的规律，它的发展速度也是由缓慢逐渐加快的原则为特征。其的乐章构成如下：
晋阳调     18/8慢速
中莫里     12/8中速
中中莫里  12/8中速稍快
扎紧莫里  12/8稍快
挥莫里      2/4快速
传统的散调是多乐章组曲，从慢板开始到快板结束，但现代演奏家则不拘泥于这种形式。

## 流派
有关伽倻琴的流派，常以地域和名家们的不同风格来划分，音乐主要由散调音乐来划分。
伽倻琴散调产生于现在的韩国地区，后来流传至朝鲜和中国延边地区。由于各地方的语言抑扬不同，音乐也具有不同的地方特色。
散调是技巧性很高的器乐独奏曲，带有即兴性，因此在演奏时感情的抒发、技术的运用和发挥，尤其是在左手弄弦的密度、速度、强度等技巧的发挥上，产生不同的风格特色，从而形成不同流派。
伽倻琴散调有很多流派，但主要有"金昌祚流派"和"沈相健流派"。金昌祚的弟子又分成金竹坡流派、安基玉流派、崔玉三流派等等，延边伽倻琴主要继承安基玉流派、崔玉三流派等。